# 鴨川 (埼玉県)
鴨川（かもがわ、かもかわ）は、埼玉県桶川市および上尾市、さいたま市、朝霞市を流れる荒川水系の一級河川である。荒川支流である。

## 地理

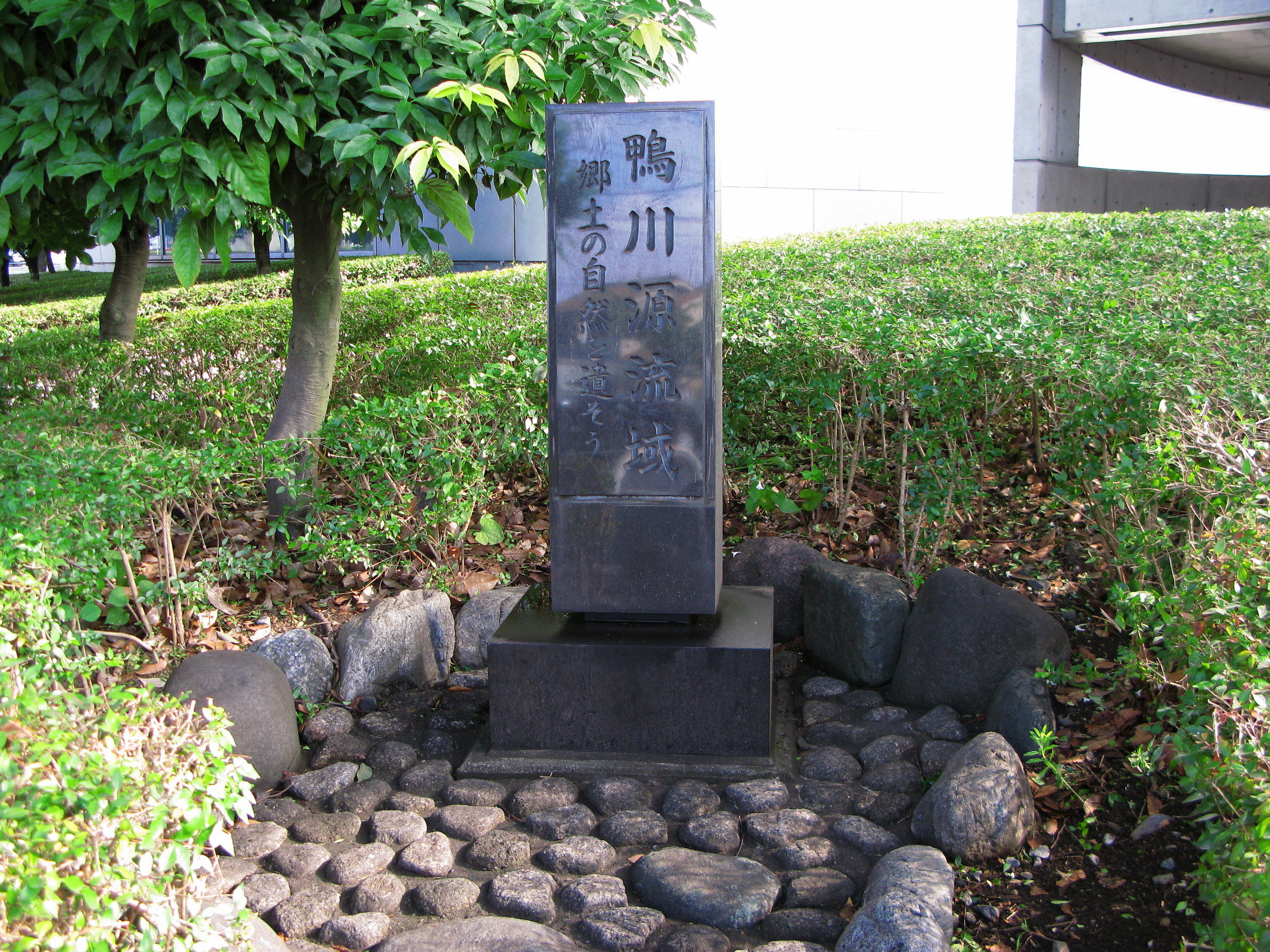
鴨川源流域の碑（桶川市若宮2丁目）

埼玉県桶川市鴨川1丁目付近を源とし、暗渠で南に向かう。上尾市泉台のかぶと橋から開渠となり、いくつもの支流をあわせて次第に流量を増す。さいたま市の西部を南に流れ、荒川左岸の朝霞市上内間木で荒川に合流する。
新川合流点から作田排水路合流点までは旧入間川の流路跡であり、川沿いに大久保古墳群などの古墳が多数見つかっている。また、大河であった名残の自然堤防も見られる。
鴨川によって形成された低地と非常に緩い谷によって大宮台地の指扇支台と与野支台が隔てられている。
名前の由来の説のひとつとして加茂宮（現在のさいたま市北区奈良町および同区別所町）の辺りを流れていたから加茂川の名が付けられたが、いつから鴨川に変化したかは定かでない。

## 治水

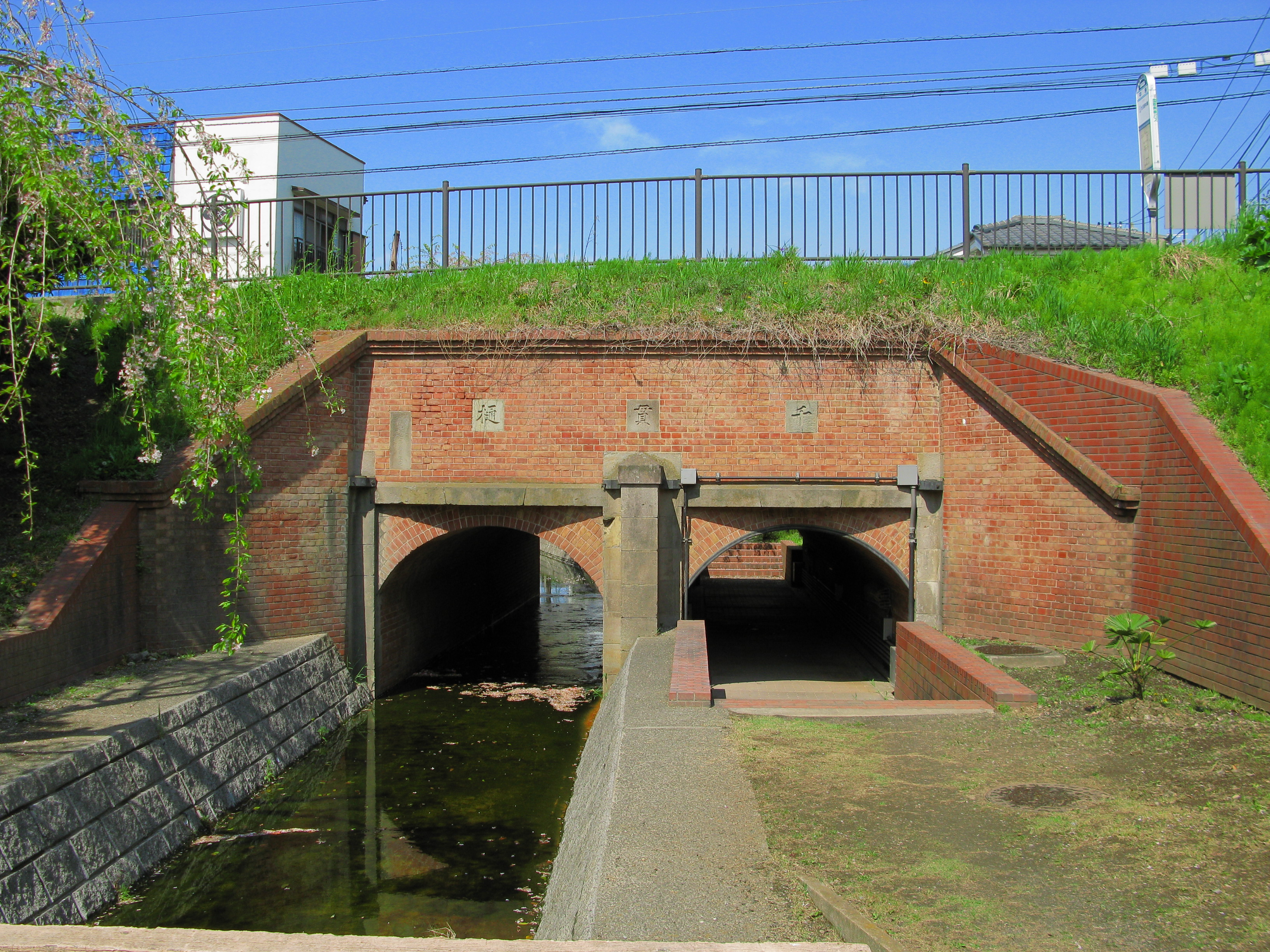
千貫樋　(さいたま市桜区下大久保～五関)

1596年（慶長元年）に関東で発生した100年に一度といわれる大洪水が契機となり、伊奈忠次により土屋村（現さいたま市西区土屋）付近に堤が築かれて入間川が締め切られて現在の荒川に近い流れに纏められた。これにより新川合流点以南は鴨川となった。
昭和初期までは、大久保村（今のさいたま市桜区大久保）で西に折れて荒川に注いでいたため、荒川が増水した際の逆流による水害に悩まされていた。
1904年（明治37年）、近隣の村々が資金を出し合い、当時の荒川合流部付近に千貫樋（せんがんぴ）とよばれる関門を設置した。さらに1915年（昭和10年）には鴨川を南に延長して鴻沼川の一支流に付け替え、鴻沼川に合流させた。合流点から下流はそのときまで鴻沼川のものだったが、鴨川を本流としたため鴨川と名を変えた。付け替えで切り離された旧鴨川下流は今も小河川として残り、一部は「千貫樋水郷公園」として整備されている。なお、千貫樋の名前は金一千貫文をかけても完成できなかったために名付けられた。
戦後しばらくは台風の襲来時に溢れることもあったが、後に状況は改善されている。

## 支流
- 逆川
- 浅間川
- 宮前川
- 新川
- 江川
- 白神川
- 大久保排水路
- 旧鴨川（千貫樋水郷公園）
- 道の下排水路
- 作田排水路

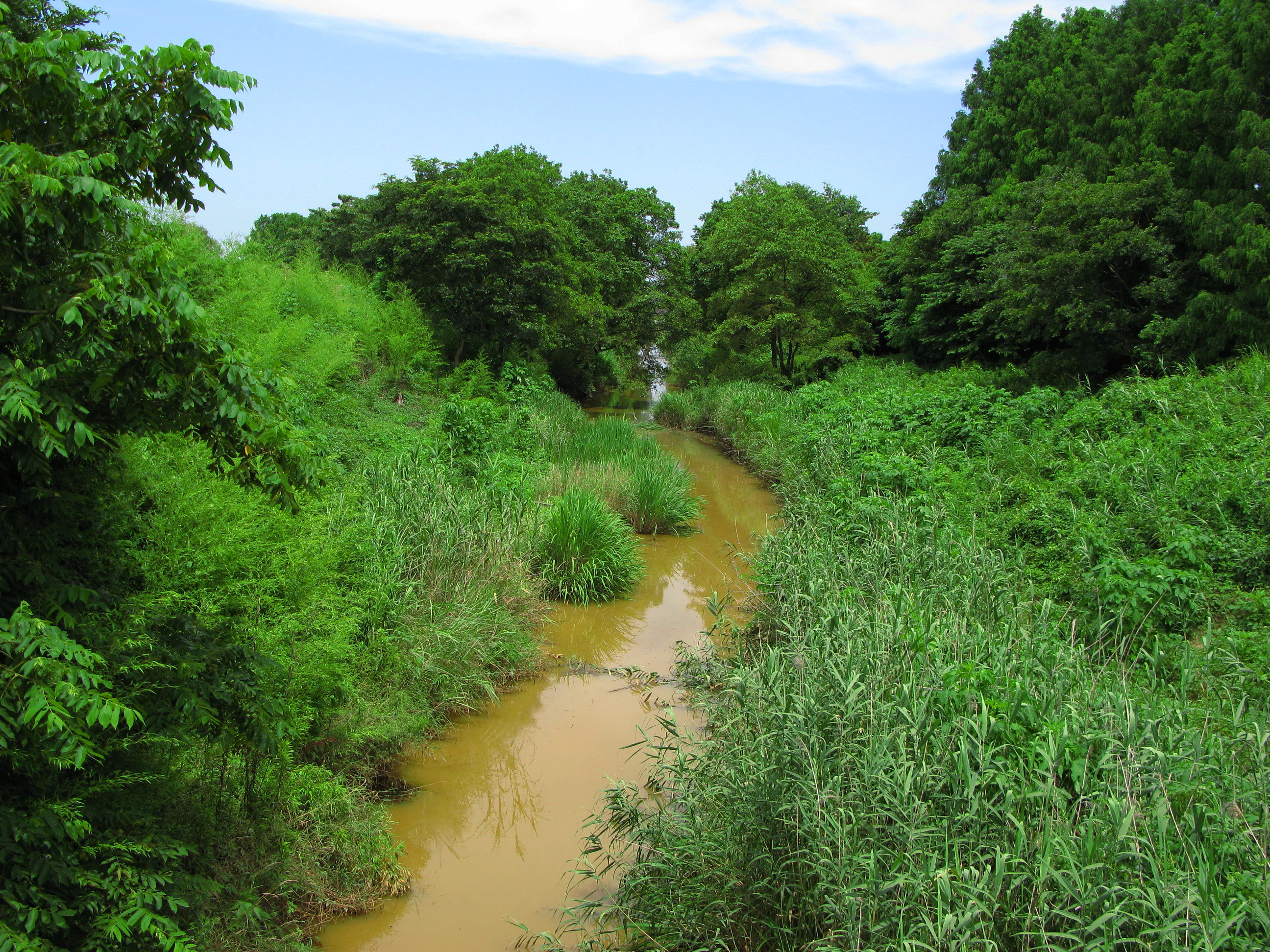
鴨川放水路（さいたま市桜区栄和）

- 鴨川放水路（分流） - さいたま市桜区の下大久保地区にある鴨川の排水機場で鴨川から分かれる。秋ヶ瀬公園内を流れ朝霞市上内間木地区で再び鴨川に合流する。氾濫を防ぐための放水路として建設された。
- 油面川
- 鴻沼川（鴻沼排水路、霧敷川）
- 鴨川放水路

## 橋梁
上流から
- かぶと橋 （これより上流は暗渠[5]）
- ふれあい橋
- 菜の花橋
- あすなろ橋

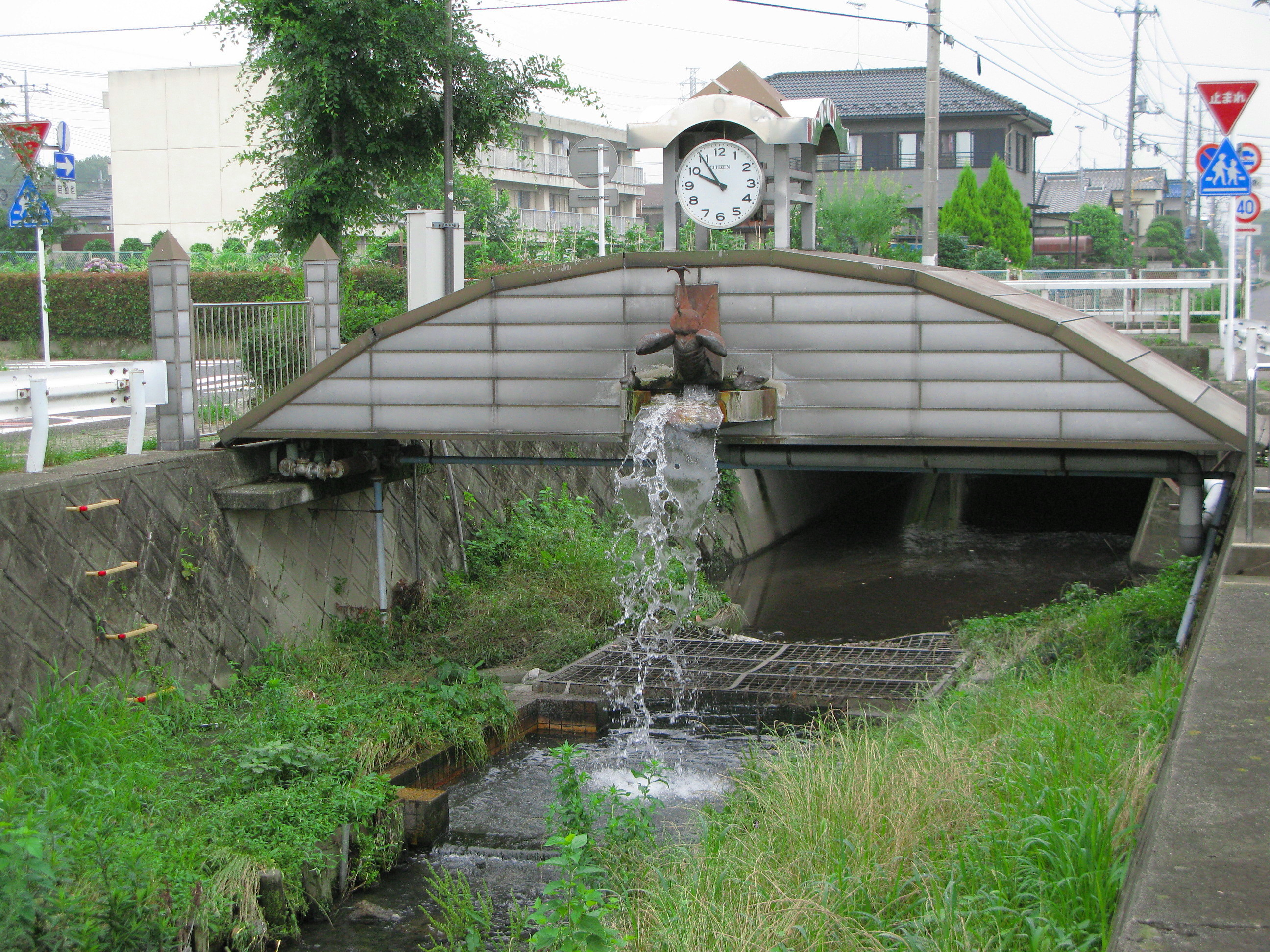
最上流域（上尾市井戸木4丁目）

- 鴨川橋（埼玉県道323号上尾環状線 ） - 一級河川起点[5]
- 親橋

- 子橋
- 新弁財橋
- ずずむき橋
- 富士見橋
- 鴨川橋
- 館橋
- 揺木橋（埼玉県道51号川越上尾線）
- 焼橋
- 中橋
- 山ノ下歩道橋（人道橋）
- 聖学院橋（人道橋・私橋）
- 戸崎橋
- 共栄橋
- 第二鴨川橋（国道16号・新大宮バイパス）
- 歩道橋（人道橋）
- 鴨川橋梁（川越線）
- 前原橋
- 新開橋
- 宮前小学校歩道橋（人道橋）
- 下内野橋
- 新平和橋
- 加茂川橋（埼玉県道2号さいたま春日部線）
- 内野橋
- 鴨川大橋（国道17号・新大宮バイパス）
- 並木橋

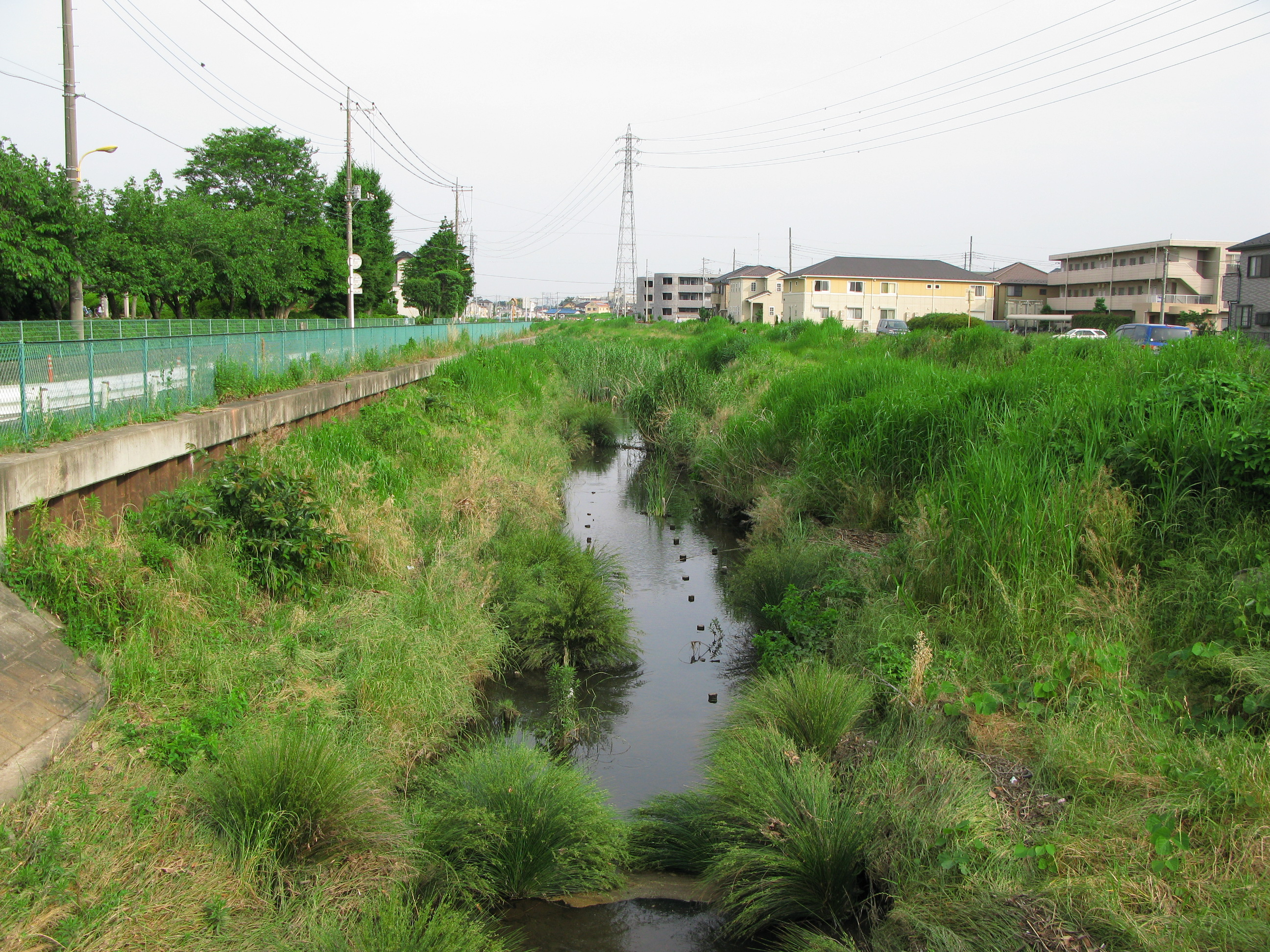
上流域（親橋付近）

- 栄橋（埼玉県道56号さいたまふじみ野所沢線）
- 堀の内橋
- 学校橋
- 藤橋
- 根切橋
- 島根橋
- 在家橋
- 学校橋
- 徒歩橋
- 上浅間橋
- 浅間橋（国道463号）
- 諏訪前橋（埼玉県道57号さいたま鴻巣線）
- 中土手橋
- 鴨川橋
- さくら草橋（埼玉県道・東京都道40号さいたま東村山線）
- 名称不明（昭和水門の併設橋）
- 名称不明
- 名称不明（さくら草水門の併設橋）

## 河川施設
- 彩の国音かおりの里、鴨川みずべの里 - さいたま市西区水判土に1990年代に作られた二つの公園。自然に親しむための施設で、彩の国音かおりの里は季節の自然の音とかおりを拾い集めることをテーマとしている。鴨川みずべの里は、鴨川に注ぐ小川を造り、清流ゾーン（石を敷いた水流）、みどりの小川ゾーン（生き物が多く水深の浅い小川）、さかなの小川ゾーン（水深は60センチメートルで魚が生息できる）に区分けされている。この小川は鴨川の旧河道に沿って造られたものだが、水の流れは昔と逆方向である。
- 千貫樋水郷公園 - さいたま市桜区上大久保にある親水公園。旧水路にある千貫樋を改修･整備し、1987年（昭和62年）2月28日に完成した。当初は（仮称）五関水路公園として整備が進められていた。2箇所の釣り池があり自由に釣りを楽しめる。昭和62年度手づくり郷土賞（水辺の風物詩）受賞。
- 鴨川排水機場（さいたま市桜区大字下大久保） - 内水排除を目的とする施設[9]。
- さくら草公園（さいたま市桜区大字田島・大字西堀）
  - 田島ヶ原サクラソウ自生地（大字西堀）
- 水門 - 鴨川は荒川合流前に荒川第一調節池を通り、入口と出口に水門が設けられている[10]。上記のサクラソウ自生地の冠水頻度を変えないために、荒川で中規模以上の洪水が発生しない限り水門は開いている[11]。
  - 昭和水門（さいたま市桜区大字田島[12]） - 調節池入口。老朽化や流域の都市化に伴う流出量増大等により流下能力の不足を招いていた昭和樋門（1934年（昭和9年）完成）に代わり、1986年（昭和61年）度に着工し、1990年（平成2年）度に完成[13]。閉門時は周囲堤の一部となる[10]。
  - さくら草水門（朝霞市上内間木[14]） - 調節池出口。閉門時は囲繞堤の一部となる[13]。

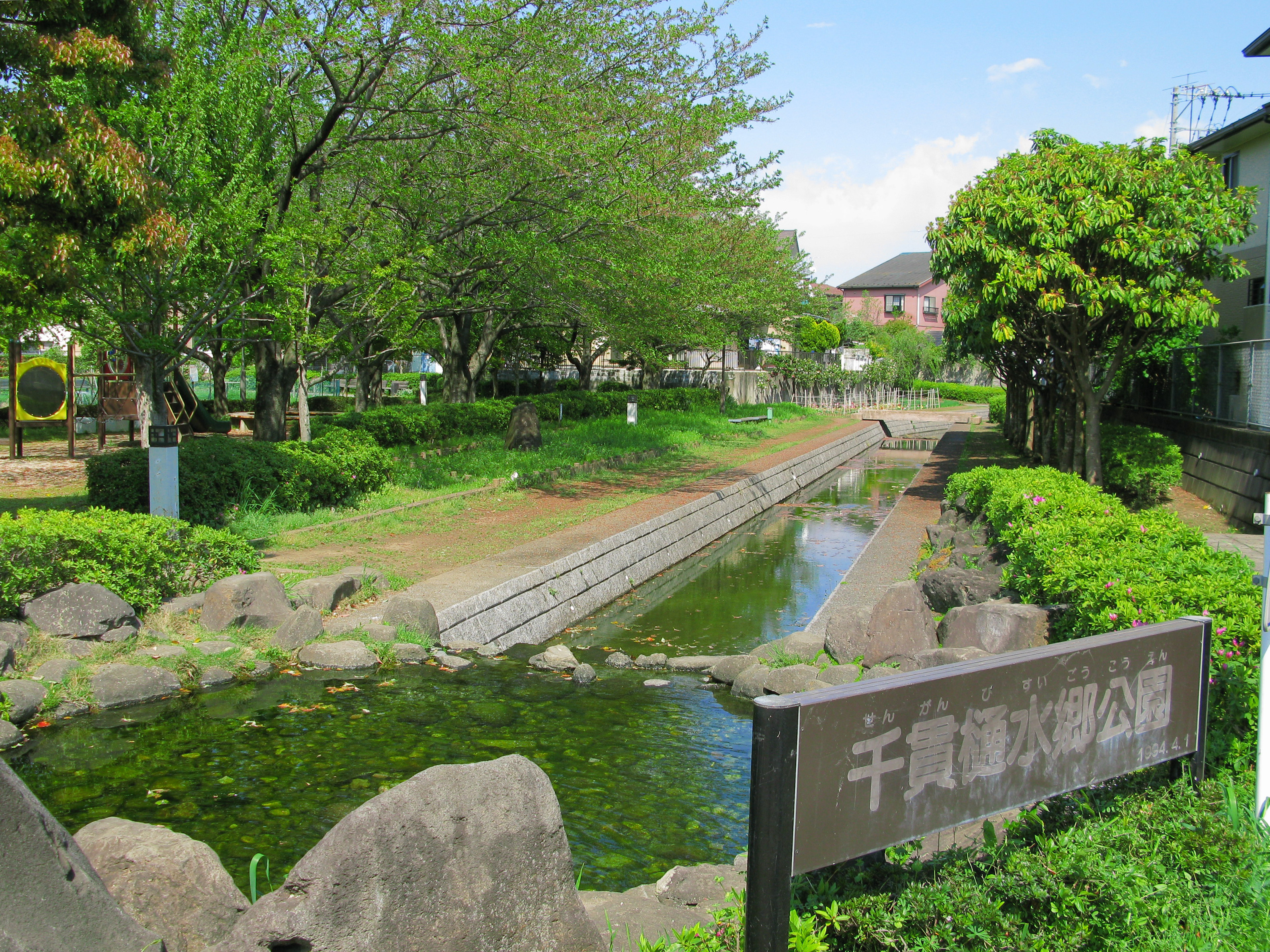
千貫樋水郷公園
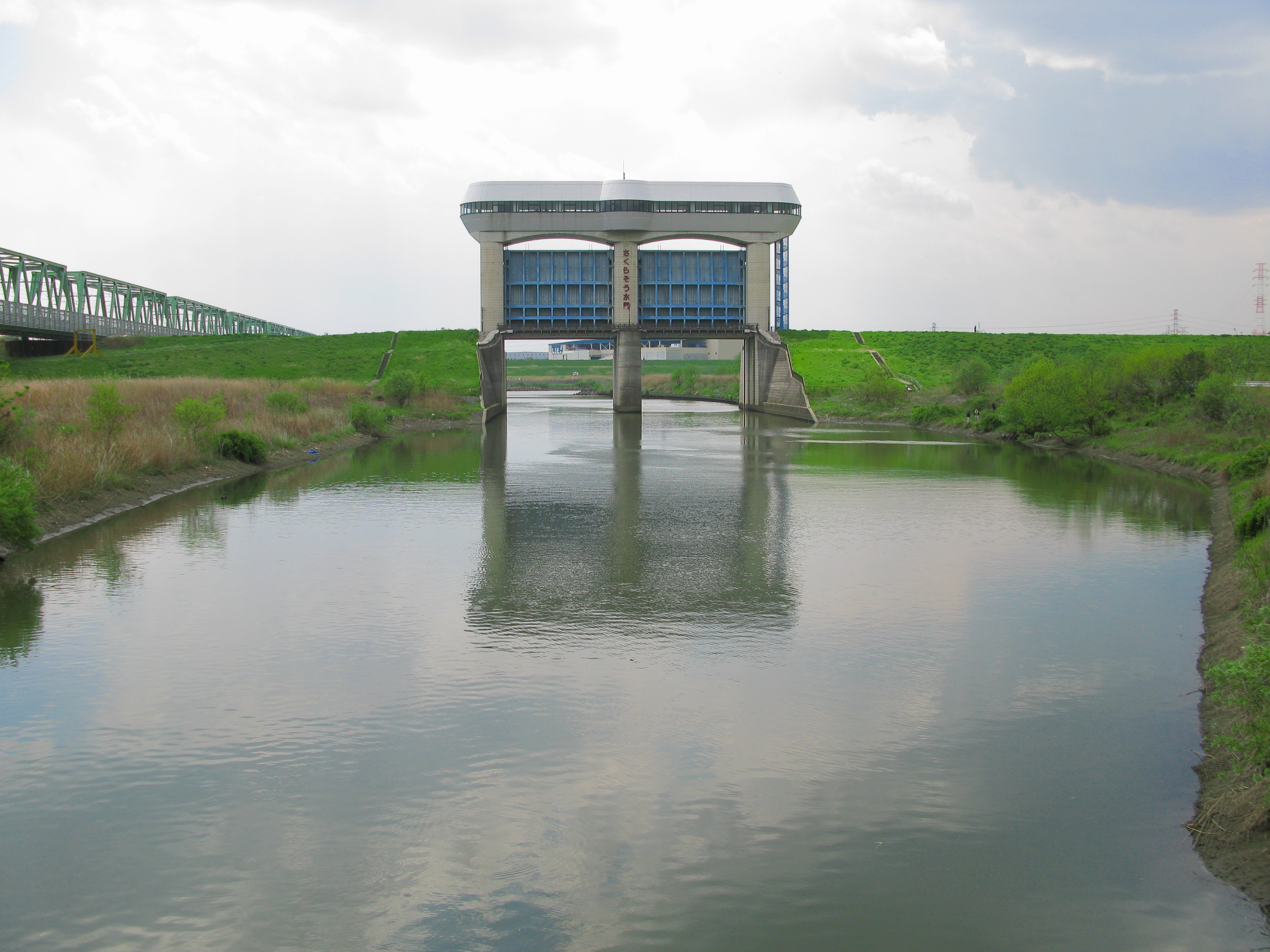
鴨川とさくら草水門
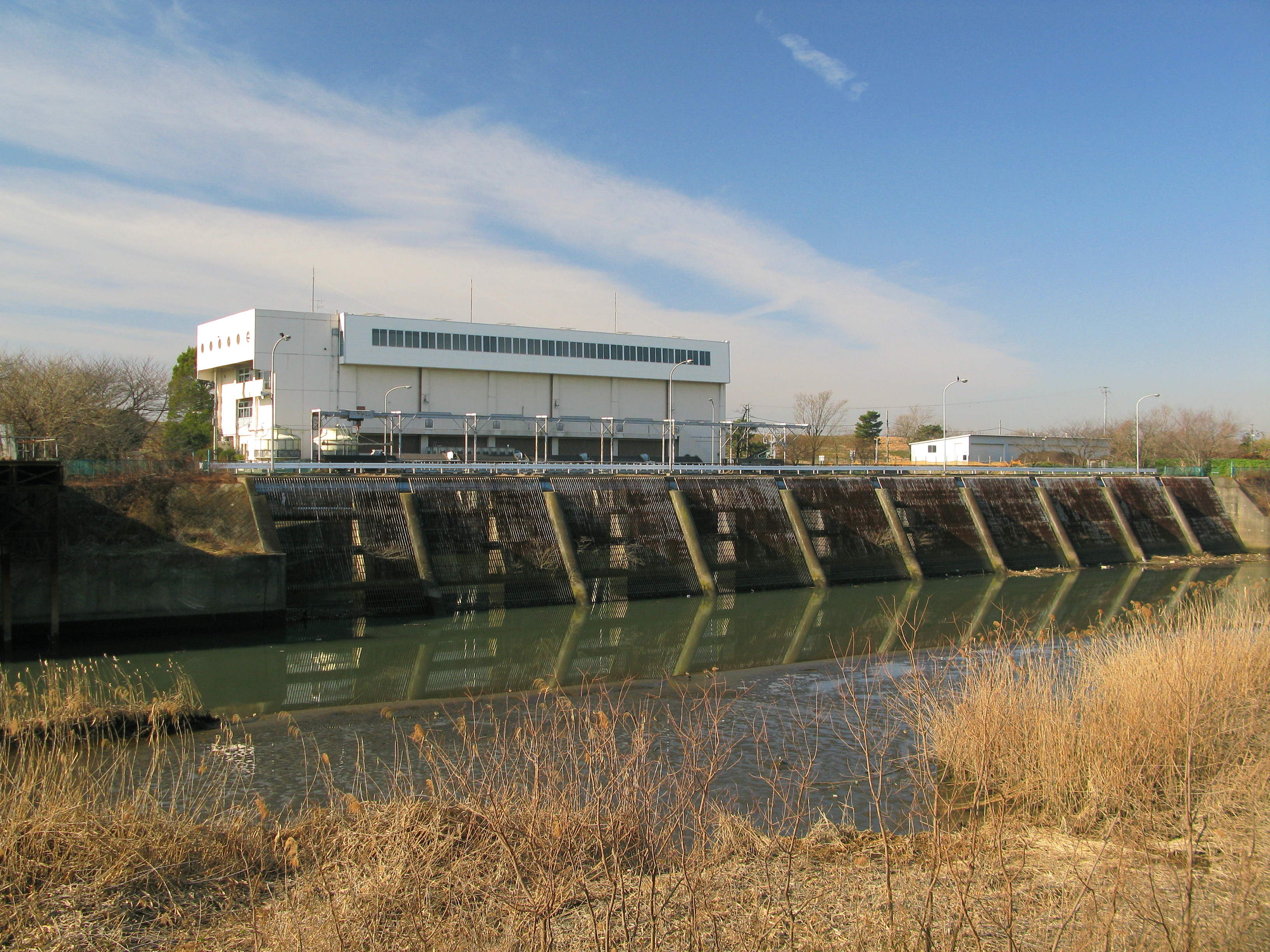
鴨川排水機場